# Flößerei auf der Weser

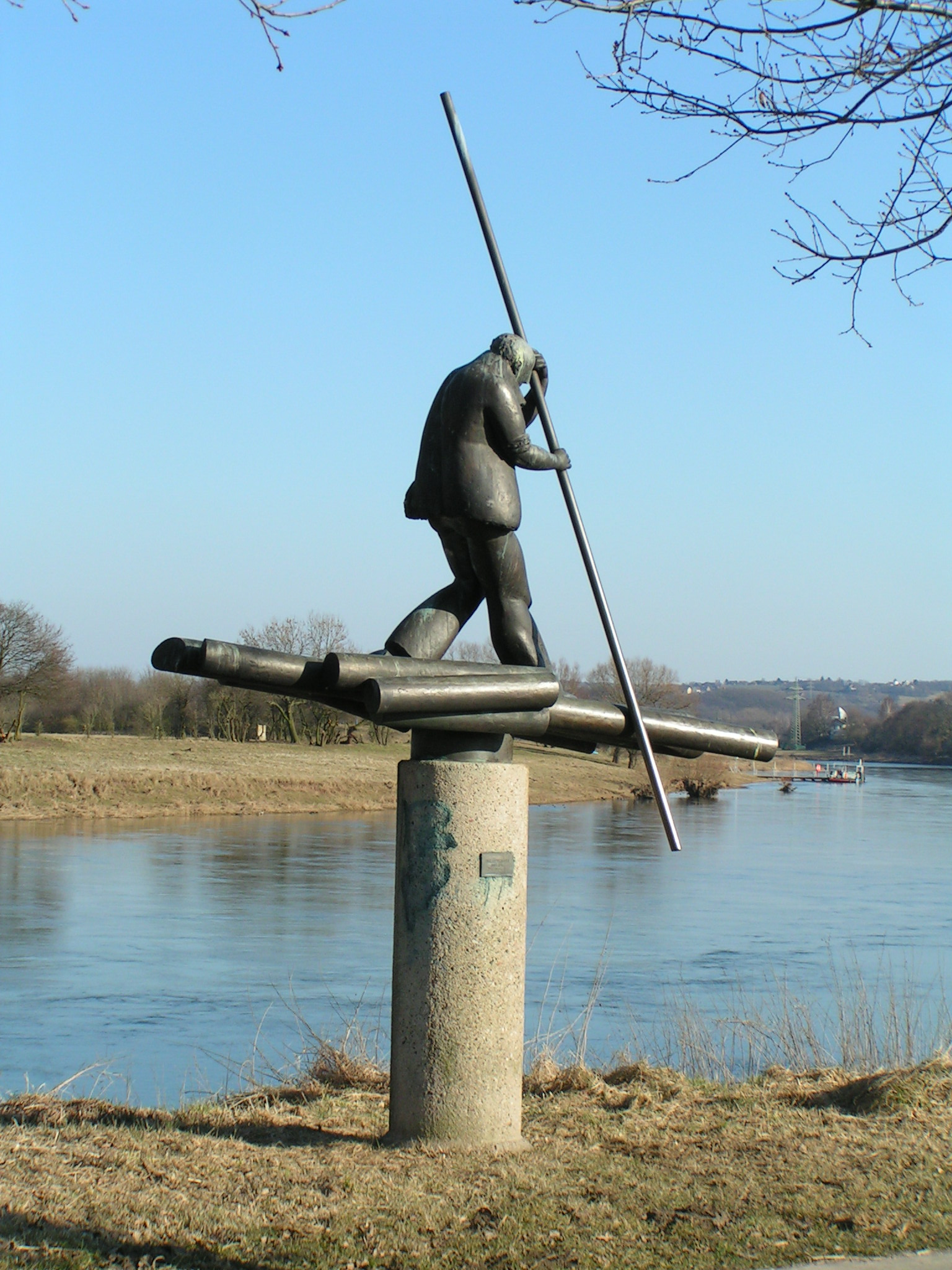
Flößerdenkmal in Bad Oeynhausen

Die Flößerei auf der Weser sowie ihren Quellflüssen Fulda und Werra sowie auf ihren Nebenflüssen Aller und Leine diente nachweislich seit dem 13. Jahrhundert dem Transport von Bauholz, aber auch von Brennholz und Waren, der bis nach Bremen und ab 1827 bis Bremerhaven führte. Die letzte kommerzielle Fahrt fand 1964 statt.

## Geschichte
Der älteste Beleg über die Flößerei auf dem Flusssystem Weser stammt für die obere Weser aus dem 13. Jahrhundert, während für die untere Weser das 14. Jahrhundert urkundlich gestützt ist. Ergänzt wird dies durch archäologische Funde: Bei der 1962 geborgenen Bremer Kogge konnte Eichenholz auf das Jahr 1378 datiert werden, dessen Herkunft „südlichere Wuchsgebiete“ waren. Diese Herkunft wurde später auf die Region Kassel präzisiert. Der Holztransport über diese Entfernung war zu dieser Zeit nur auf dem Wasserweg sinnvoll.
Im Verlauf der weiteren Jahrhunderte blieb der Oberweserraum mit Reinhardswald und Solling, über die Werra auch der Thüringer Wald, über Werra und Fulda der Kaufunger Wald und der Bramwald Lieferant für den Schiffbau an der Küste. Wichtigste Hölzer waren Eichen- und im geringeren Umfang Buchenholz, während das verwendete Nadelholz zumeist von der Ostsee, aus Norwegen und Nordamerika stammte. Nicht weniger wichtig war die Versorgung der an den Flüssen liegenden Städte: Der Oberweserraum lieferte Bau- und Brennholz sowie Material für holzverarbeitende Betriebe in den Städten, da die in deren Nähe liegenden Wälder oftmals abgeholzt waren, aber auch für den Export nach England und später Übersee. Mit der Fertigstellung des Mittellandkanals 1915 konnten weitere Absatzmärkte im Rheinland und an der Ems erreicht werden.
Da das Laubholz – insbesondere das Eichenholz – schwer war und nicht immer schwamm, wurde es zusammen mit Nadelholz, häufiger jedoch durch Tonnen als Schwimmkörper geflößt. Neben den Flößen aus Baumstämmen sind seit dem 16. Jahrhundert auch Bretterflöße belegt, die auch als Dielenflöße bezeichnet wurden. Von der Mitte des 19. Jahrhunderts bis zum Ersten Weltkrieg verdrängte dann Nadelholz das geflößte Laubholz, da preiswerte Importe aus Übersee auf dem Markt kamen und zugleich weniger Laubholz aufgrund des beginnenden Eisen- und dann Stahlschiffbaus benötigt wurde. Zugleich dienten die Flöße oftmals als Plattform für den Warentransport: Für die Weser bildeten Töpferwaren, Steinzeug, Mühlsteine; Fayencen und Einzelholzsortimente charakteristische Waren. Nach dem Ersten Weltkrieg gab es keinen Warentransport mehr.
Beeinträchtigt wurde die Flößerei insbesondere durch die Konkurrenz der Städte am Fluss. Um an das für sie lebenswichtige Holz zu gelangen, nutzten sie das Stapelrecht, bei dem die Waren mehrere Tage in der Stadt angeboten werden mussten. Das Stapelrecht hatten an der Weser die Städte Hann. Münden, Minden und Bremen, an der Werra Wanfried und an der Fulda Kassel. Die Flößer versuchten, solche Regelungen zu umgehen. So verkauften 1720 Flößer in Münden das Holz zum Schein, um es anschließend zurückzuerwerben.
An der Fulda wurde die Flößerei auch durch Niedrigwasser behindert. Erst die Kanalisierung in den Jahren 1890 bis 1895 sorgte für einen dauerhaften gleichmäßigen Wasserstand. Daneben bildete der Schleusenbau ein weiteres Hemmnis. So fehlte nach dem Schleusenbau im frühen 20. Jahrhundert die Strömung und die Flöße mussten geschleppt werden – der Kostenvorteil entfiel. Schwerwiegender waren bis in das 19. Jahrhundert jedoch die Zölle aufgrund der Kleinstaaterei: So gab es im 16. Jahrhundert an der Weser zehn Uferstaaten mit 22 Zollstellen. Eine Regelung in Münden führte 1672 zum Zwangsverkauf von Flößen im Gebiet der Stadt Münden, nur damit lokale Schiffer diese dann an die Bestimmungsorte weiter flößten.
Erst die Aufhebung des Stapelrechts durch die Weserschifffahrtsakte im Jahr 1823 beendete diese Handelshemmnisse. Allerdings galt dies zunächst nicht für die Werra. Hier entfielen erst 1829 die letzten Relikte des Stapelrechts.
Abweichend von der Entwicklung auf anderen Flüssen vollzog sich auf der Weser die Trennung zwischen Holzhandel und Flößerei nicht schon im 19. Jahrhundert, sondern erst 1937. Hintergrund war eine neue Gesetzgebung, die aus den Flößern selbständige Unternehmer machten, die die Flöße auf eigene Rechnung für Holzhändler flößten. Ab dem 20. Jahrhundert war dann auch ein Flößerpatent erforderlich, um ein Floß führen zu dürfen. Voraussetzung war eine zweijährige Lehrzeit mit dem Nachweis von Fahrwasserkenntnissen und der Einbindetechniken. Befahren werden durften neben der Weser auch die Quell- und Nebenflüsse – jedoch nur mit Flößen, nicht mit Schiffen. Inhaber eines Schifferpatents dagegen durften automatisch auch Flöße fahren.
Nach dem Zweiten Weltkrieg wurde in Westdeutschland nur noch auf dem Rhein, dem Main sowie der Weser geflößt. Im Jahr 1948 wurden dort noch 20 Flößereiunternehmen gezählt, die 1947 zusammen rund 44.000 Festmeter Holz transportierten. Bis 1964 wurden diese Unternehmen durch die zunehmende Konkurrenz von Eisenbahn, Binnenschiff und Lastkraftwagen verdrängt. Die letzte kommerzielle Floßfahrt fand im Juli 1964 statt, die fulda- und weserabwärts über Mittellandkanal und Ems nach Papenburg führte.

## Floß und Floßfahrt
Bereits vor dem Holzeinschlag begann der Holzhandel: Die Bäume wurden erst mit Eigentumsmarken ausgezeichnet und anschließend gefällt. Das Holz wurde zu eigens vorbereiteten Einbindeplätzen transportiert. Im Einzugsgebiet von Fulda und Werra lagen diese in Hann. Münden, Holzminden, Höxter, Hameln, Hemeln, Bursfelde, Oedelsheim, Gieselwerder und Bodenfelde. Die Einbindeplätze mussten an einer flachen Stelle liegen und genügend Platz zum Lagern sowie zum Wenden der Stämme bieten.
Die Konstruktionen der Flöße auf Fulda und Weser wiesen eine eigene typische Form auf und unterschieden sich von den sonst in Deutschland verwendeten Flößen: In der Floßmitte wurde zusätzlich Stammholz aufgelegt, das heißt das Floß wurde „durchgeladen“. Dadurch lag es in der Mitte tiefer im Wasser und die Floßenden höher. Auf der Werra hatten die Flöße die breiteste Stelle in der Mitte und liefen an den beiden Enden leicht zusammen. An der Weser angekommen, wurden mehrere Werraflöße einfach zusammengebunden.
Die Größe der Flöße war mit den Rheinflößen nicht zu vergleichen. Auf der Weser waren sie wesentlich kleiner und auf der Oberweser nicht länger als 57,5 Meter bei einer Breite von acht Metern. Auf der Unterweser konnten sie eine Länge von 100 Metern bei einer Breite von 12 Metern erreichen. Als Besatzung reichten Anfang des 20. Jahrhunderts drei Mann aus, einer davon bediente das acht bis zehn Meter lange Hauptruder. Zur Unterstützung des Ruders wurden auf der Weser auch keine Anker wie auf dem Rhein genutzt, sondern Seile verwendet. Die Flöße auf der Werra wiederum unterschieden sich in der Größe, da die Schleusen dort deutlich kleiner waren. Im Oberlauf waren sie nicht länger als 18 Meter und nicht breiter als 1,5 Meter, ab Wernshausen dann bis zu 22 bzw. 3,75 Meter.
Die Reisedauer betrug vor dem Bau der Eisenbahn drei bis vier Wochen: Von Gimte nach Bremen war das Floß 14 Tage unterwegs, dazu kam der zu Fuß zurückgelegte Rückweg, der noch einmal acht bis zehn Tage dauerte. Direkt nach der Rückkehr unternahmen die Flößer schnellstmöglich die nächste Fahrt, um die Verdienstmöglichkeiten auszuschöpfen. Für deren Familie hieß dies: Die Frau kümmerte sich um die Kindererziehung und die nebenerwerbliche Landwirtschaft. Ganze Orte lebten direkt von der Flößerei: In Münden, Gimte, Gieselwerder, Holzminden und Heinsen gab es zwölf Frachtflößerbetriebe, bei denen 35 Flößer arbeiteten.

## Touristische Flößerei
Wenige Jahre nach der letzten kommerziellen Fahrt wurde auch auf der Weser versucht, an die in Bayern erfolgreiche Nostalgie-Flößerei anzuknüpfen. Im Juli 1971 wurde erstmals eine touristische Floßfahrt angeboten, die von Münden nach Minden führte. Diese Fahrt blieb zunächst einmalig. Auch weitere Versuche, die Flößerei auf Fulda und Weser für den Tourismus zu erschließen, blieben ohne dauerhaften Erfolg. Einzig auf der Werra in Thüringen gibt es vereinzelte touristische Angebote.